# Camponogara
Camponogara (velenceiül Canponogara) kisváros az észak-olaszországi Veneto régióban, Velence megyében.